# 堀内政三
堀内 政三（ほりうち まさぞう、1918年10月8日 - 2012年12月27日）は、日本の教育者。巣鴨中学校・高等学校第4代学校長、学園長。山梨県出身。

## 来歴・人物
東京文理科大学（現：筑波大学）卒業後、海軍予備員を志願し、特攻隊に入隊するも、出撃前に伊豆大島で終戦を迎える。巣鴨学園の創立者である遠藤隆吉の六女・幸（まさ）の婿であったため、一橋大学助教授から、巣鴨学園の校長に就任した。
1956年校長に就任、51年間もの間校長を務めたが、2007年に校長・理事長を辞任し、息子の堀内不二夫に職を譲った。退任した当時は全国の校長の中では在任期間が長いかつ、全国最高齢の校長だった。実質的に名ばかりではあるが、「学園長」と呼ばれる職に就いていた。引退後は生徒の前で公に場に出ることがなかったため、死亡説や植物人間説も流れたが、巣鴨学園のすぐ隣の自宅で余生を送っていた。
元軍人で死地を乗り越えてきたこともあってか、努力主義と英才早教育を掲げており、文武両道の教育を実践していた。「硬教育」の立場から文部省・教育委員会・予備校批判など、常に舌鋒は鋭かった。そのために一部予備校・塾から嫌われ、「スパルタ教育」「戦前のアナクロ教育」などと、悪しざまに言われることが多かった。
だがいかなる体罰をも否定し、週に何度もあった朝礼（毎週、月曜日20分、火曜日10分、および木曜日20分　晩年は月曜日20分、木曜日中学生のみ10分）や式典（生徒全員参加の入学式、卒業式では決まって2時間喋り続けるのが相場）では生徒に直接自らの信ずるところを語りかけるなど、彼の「硬教育」はその名の表面的な印象とは必ずしも一致しない懐の深い実践だった。
2012年12月27日死去。享年94。

## 名言集
- 「授業料に100円プラスして返すような教育を実践している。それこそがサービスの真髄である。」[要出典]
- 「3S。スイッチ、スピード、スマート。」[要出典]
- 「ここは厩舎で、先生方は調教師、そして君たちは馬だ！しかし、サラブレッドなのだ!」[要出典]
- 「初段の哲学」[要出典]
- 「男はやせ我慢」[要出典]
- 「重い鞄に石を入れてでも通学しろ」[要出典]

## 迷言集
- （松井秀喜を話題に出して）「ゴリラ松井だっけ?」[要出典]
- （タイガー・ウッズを話題に出して）「タイガーウッド」[要出典]
- （フーリガンを話題に出して）「フリーガン」（どうやら、スローガンとごっちゃになってしまった模様）[要出典]
- （元大関・出島を話題に出して）「輪島」[要出典]